# スマートウィングズ

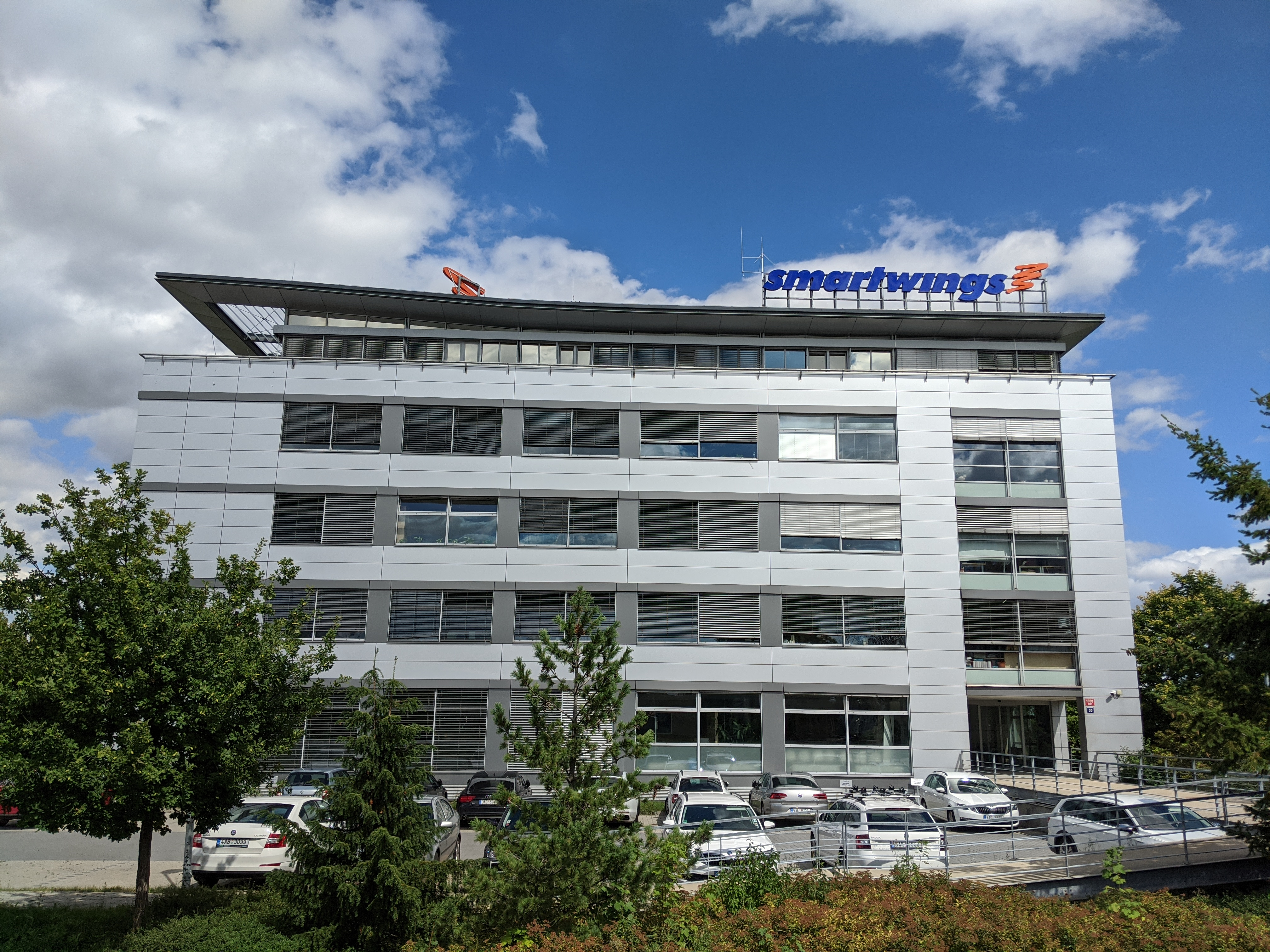
プラハにあるスマートウィングズ本社

スマートウィングズ (SmartWings, a.s.) は、チェコのプラハを本拠地とする格安航空会社 (LCC)。
2024年に自社運航を終了して純粋持株会社となったチェコ航空の子会社であり、チェコ航空が運航していた路線を引き継いでチェコ最大の航空会社となっている。また、ポーランド・ハンガリー・スロバキアにも子会社を持つ。

## 歴史

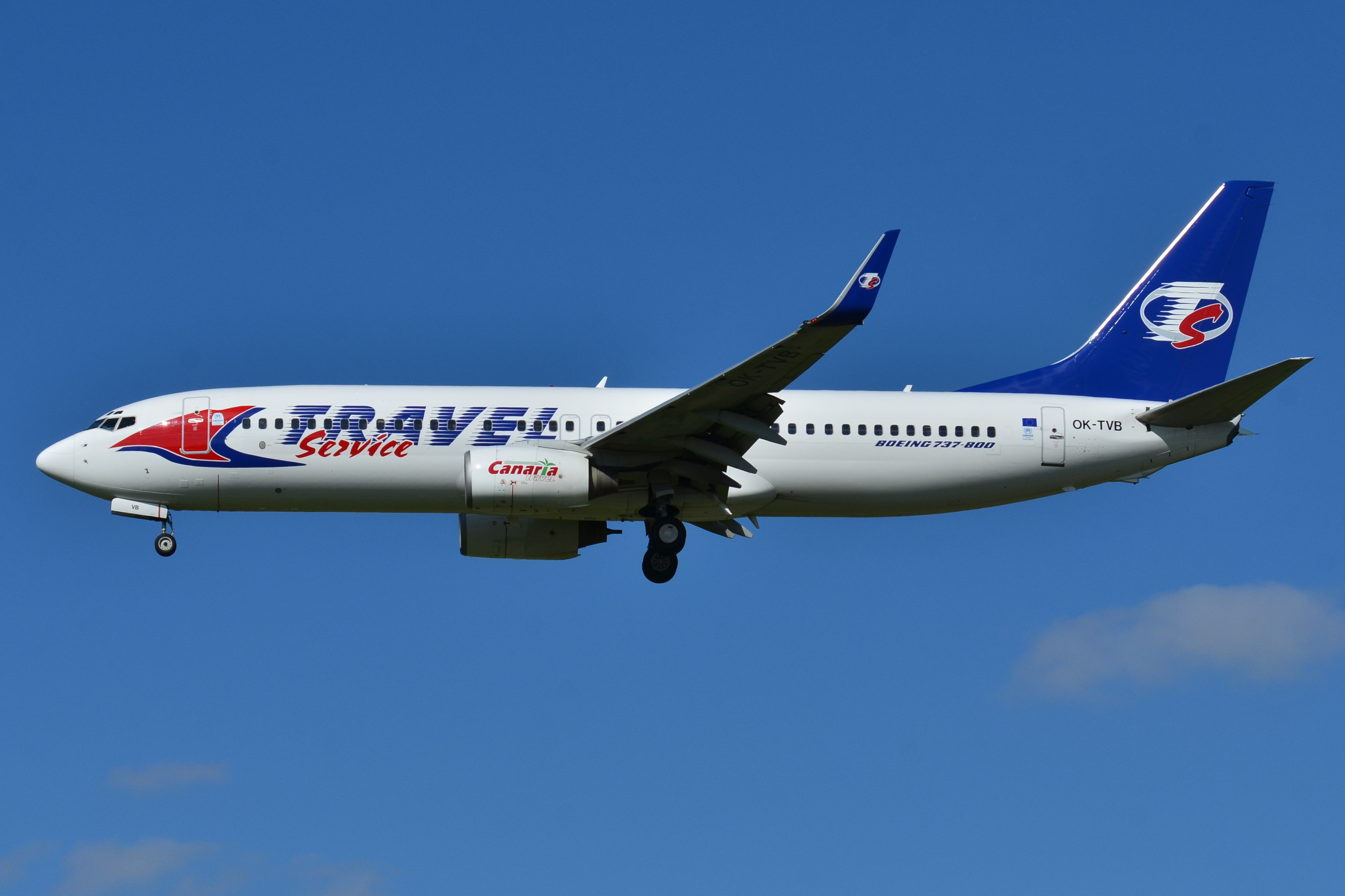
トラベル・サービス時代の機体デザイン

1997年に「トラベル・サービス」(Travel Service) の社名で設立。当時はチェコ国内の旅行会社向けにチャーター便の運航を行っていた。機材は当初Tu-154を使用していたが、2000年にボーイング737-400が加わった。
2004年に「スマートウィングズ」ブランドでLCC事業に進出、ルフトハンザドイツ航空よりボーイング737-500を2機リースして運航を開始した。5月1日に開催された開業式典にはチェコ大統領のヴァーツラフ・クラウスも出席した。
2007年9月18日、アイスランド航空グループがトラベル・サービス株式の50%を取得し、翌2008年4月には80%を握るに至ったが、2009年までに段階的に売却。その後、中国の投資グループである中国華信能源 (CEFC China Energy) が49.9%を取得した。
2017年、トラベル・サービスはチェコのフラッグ・キャリアであるチェコ航空株式の64%を買収し、2014年に取得していた34%とあわせてチェコ航空の98%を所有するようになった。
2018年12月、社名を「スマートウィングズ」に変更。
2021年にチェコ航空が倒産し、再建に伴う体制変更により、新たに設立されたプラーグ・シティ・エア (Prague City Air) がチェコ航空の70%を所有、残りの30%をスマートウィングズが引き続き所有する形となった。
その後、華信能源からスマートウィングズの株式を取得していた中国中信集団が、2024年2月にプラーグ・シティ・エアに全株式を売却したことにより、スマートウィングズは100%チェコ資本となった。同年10月、チェコ航空が持株会社となってスマートウィングズを子会社化する体制に移行、チェコ航空の全路線はスマートウィングズがチェコ航空ブランドのまま運航を引き継ぐこととなった。

## 就航都市
ハブ空港であるヴァーツラフ・ハヴェル・プラハ国際空港から15か国・40都市に就航している。またこれに加え、ブルノおよびオストラヴァからの路線も有する。就航先はヨーロッパ内、北アフリカ、中東の各都市で、観光地が主である。

### コードシェア
以下の航空会社とコードシェアを行っている。
- ユーロウイングス[11]

## 機材

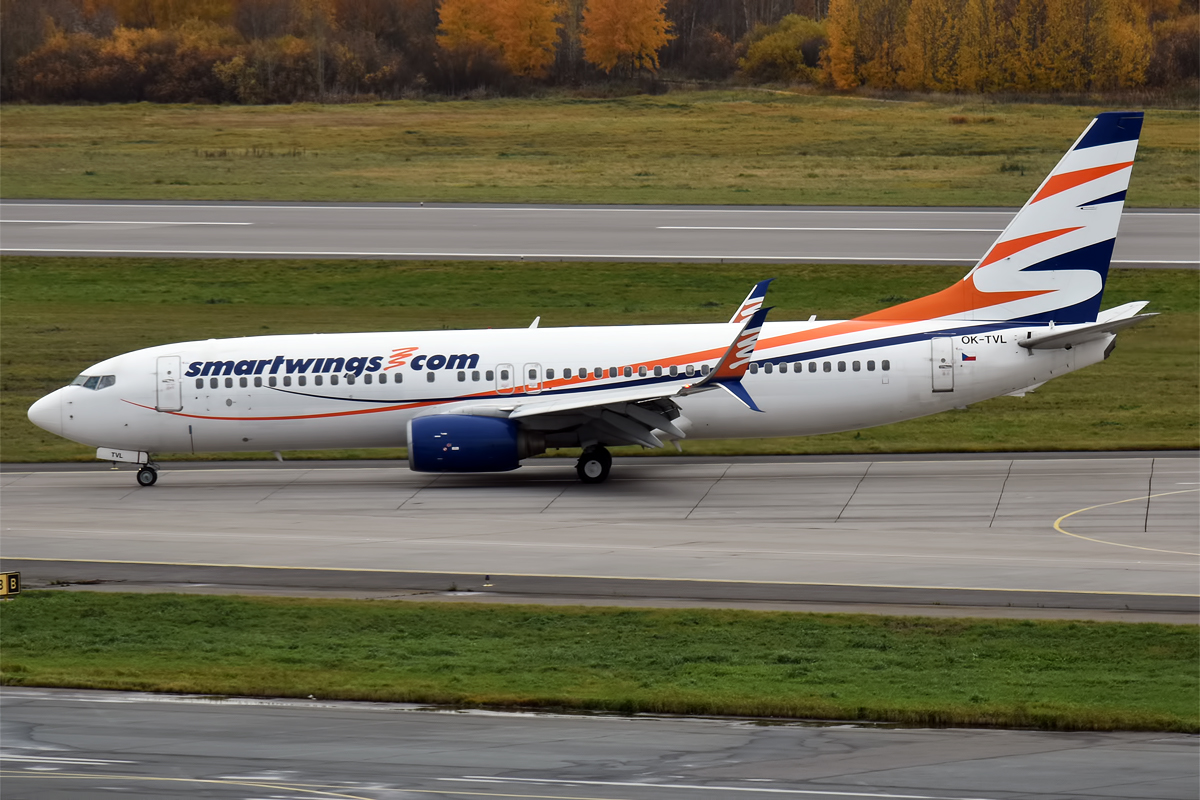
主力機のボーイング737-800型機

2024年10月現在の機材は以下の通り。
| 機種                | 保有数 | 発注数 | 座席数 | 座席数 | 座席数 | 備考                         |
| 機種                | 保有数 | 発注数 | C      | Y      | 計     | 備考                         |
| ------------------- | ------ | ------ | ------ | ------ | ------ | ---------------------------- |
| エアバスA220-300    | —      | 4      | 未定   | 未定   | 未定   | チェコ航空ブランドで運航予定 |
| エアバスA320-200    | 2      | —      | –      | 180    | 180    | チェコ航空ブランドで運航     |
| ボーイング737-700   | 2      | —      | –      | 148    | 148    |                              |
| ボーイング737-800   | 23     | —      | 18     | 150    | 168    |                              |
| ボーイング737-800   | 23     | —      | –      | 189    | 189    |                              |
| ボーイング737-900ER | 2      | —      | –      | 212    | 212    |                              |
| ボーイング737 MAX 8 | 10     | 3      | 18     | 150    | 168    |                              |
| ボーイング737 MAX 8 | 10     | 3      | –      | 189    | 189    |                              |
| 計                  | 39     | 7      |        |        |        |                              |